# The Legacy of Shi
The Legacy of Shi è il secondo full-length del gruppo hardcore francese Rise of the Northstar, pubblicato il 19 ottobre 2018 dalla Nuclear Blast.

## Tracce
Testi di Vithia, musiche di Eva-B e Air One.
1. The Awakening (feat. Shiho) – 2:38
2. Here Comes the Boom – 4:11
3. Nekketsu – 3:11
4. Kozo – 5:01
5. Teenage Rage – 3:46
6. Step by Step – 5:27
7. This is Crossover – 4:17
8. Cold Truth – 4:36
9. All for One – 2:54
10. Furyo's Day – 4:03
11. The Legacy of Shi – 3:22

Traccia bonus nell'edizione giapponese
1. Sayonara – 3:50

## Formazione
Gruppo
- Vithia – voce
- Eva-B – chitarra solista
- Air One – chitarra ritmica
- Fabulous Fab – basso

Altri musicisti
- Ryan "Legs" Leger – batteria
- Shiho – voce (traccia 1)

Produzione
- Ted Jensen – mastering
- Jamie Uertz – ingegneria del suono
- Johann Meyer – ingegneria del suono, missaggio
- Joe Duplantier – ingegneria del suono, produzione